# Fissurella schrammii
Fissurella schrammii is een slakkensoort uit de familie van de Fissurellidae. De wetenschappelijke naam van de soort is voor het eerst geldig gepubliceerd in 1857 door P. Fischer.